# 三亚湾

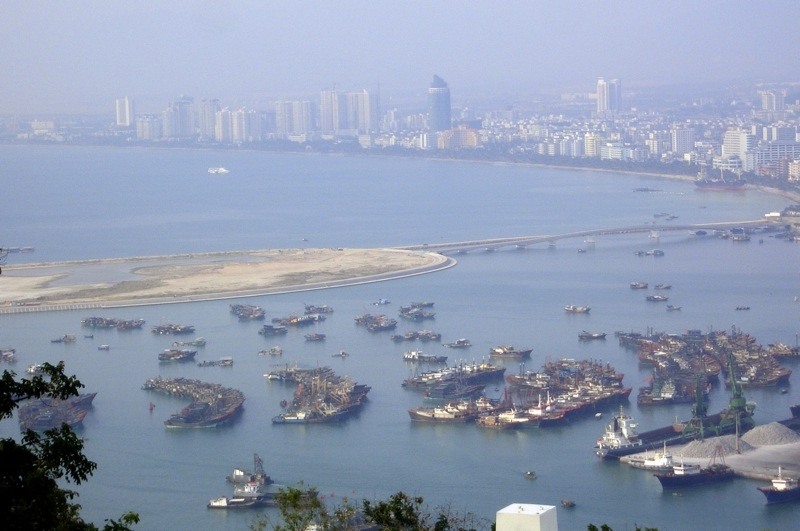
三亚湾。

三亚湾，位于中国海南省三亚市天涯区，长度22千米，为国家旅游度假区。

## 概述
三亚湾国家旅游度假区，绵延22千米的三亚湾路，主要是沙滩，沙滩上有椰子树，海边水文稳定，适合游泳。三亚湾有广场和滨海公园。
三亚湾国家旅游度假区属于免费景区，全天开放，水浅并且水文稳定，主要是游泳和海滩露营。

## 临近景区
与三亚湾相邻的景区主要是：西岛、天涯海角、南山寺、海月广场、大小洞天。

## 图库

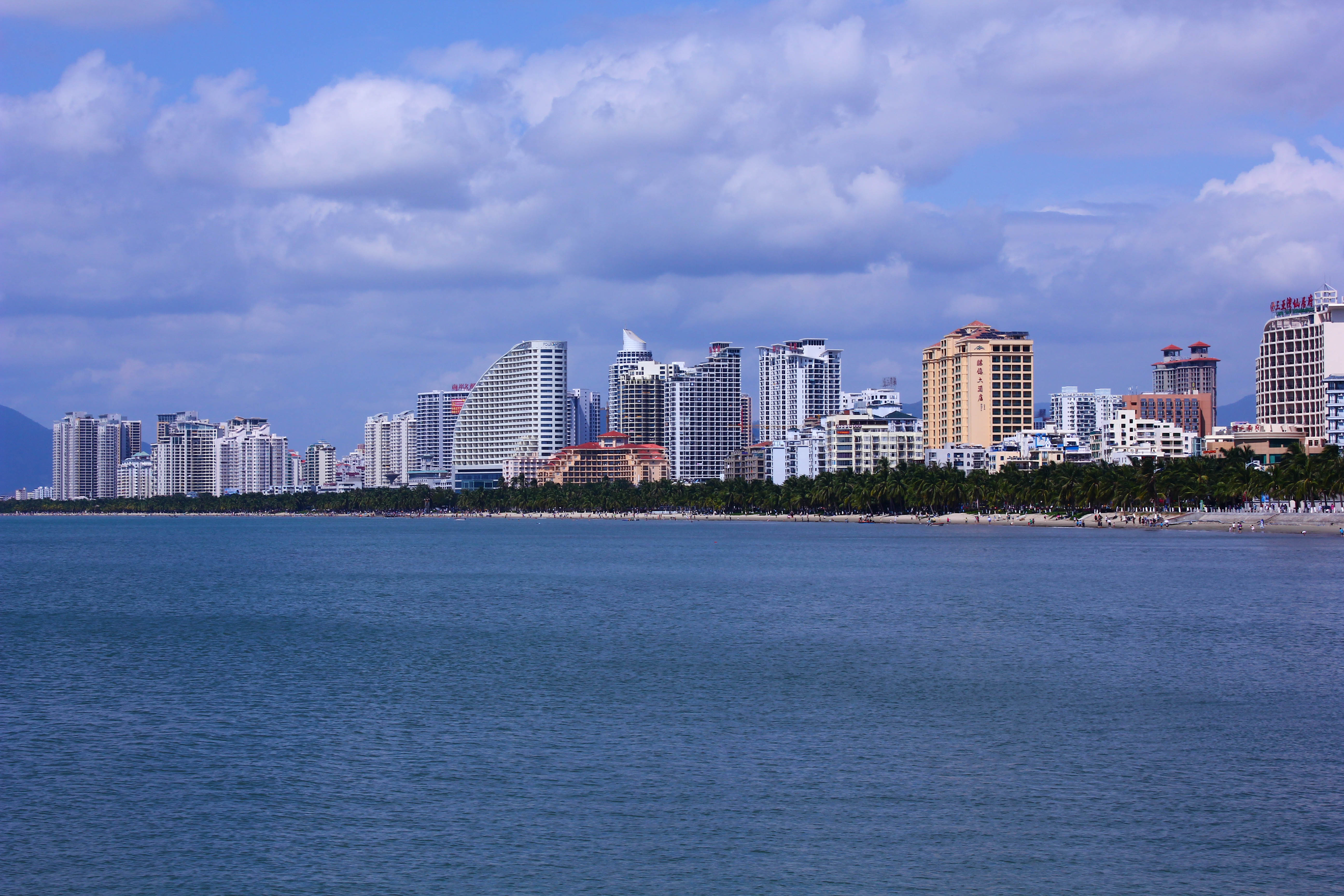
三亚湾
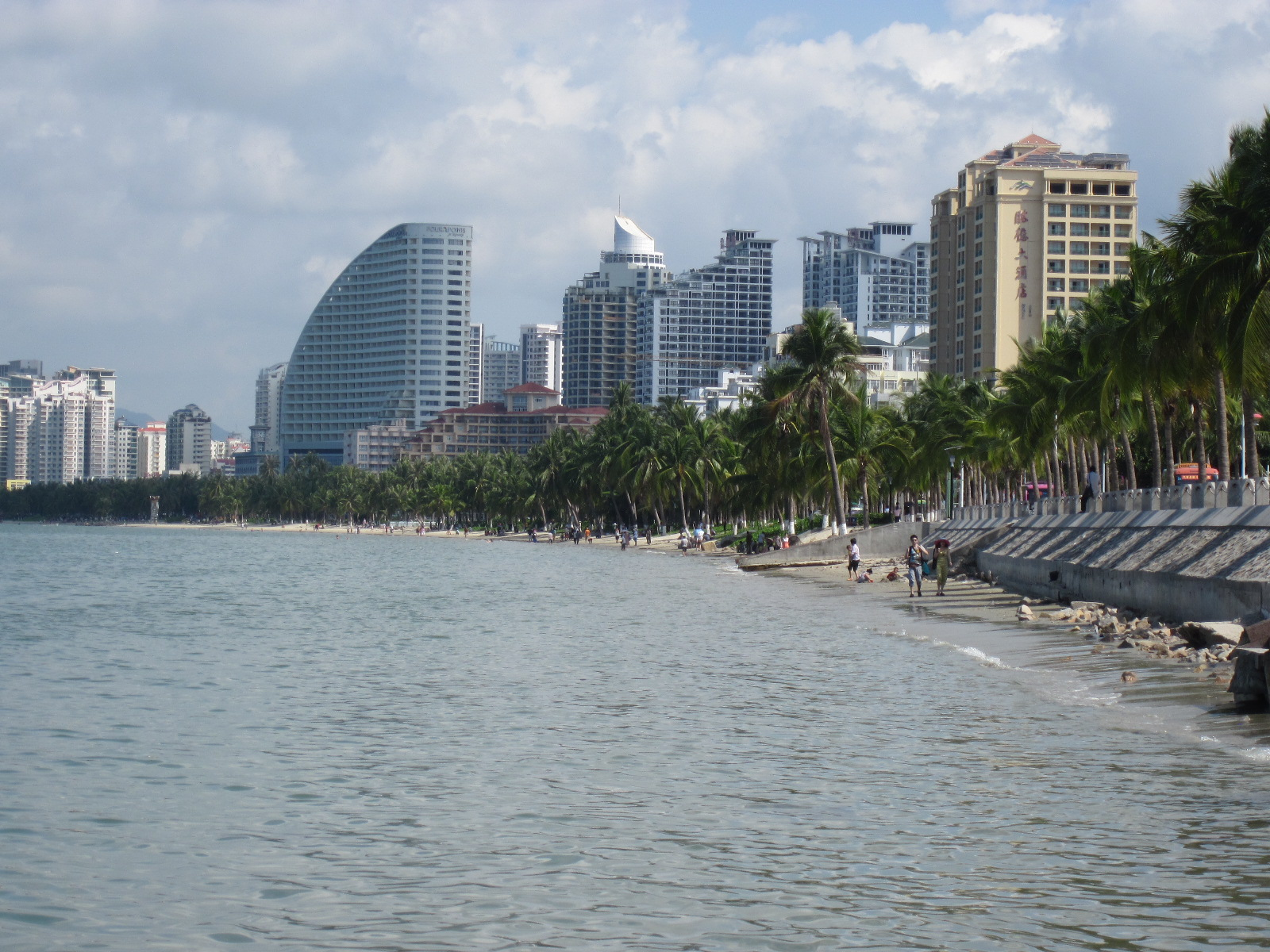
三亚湾
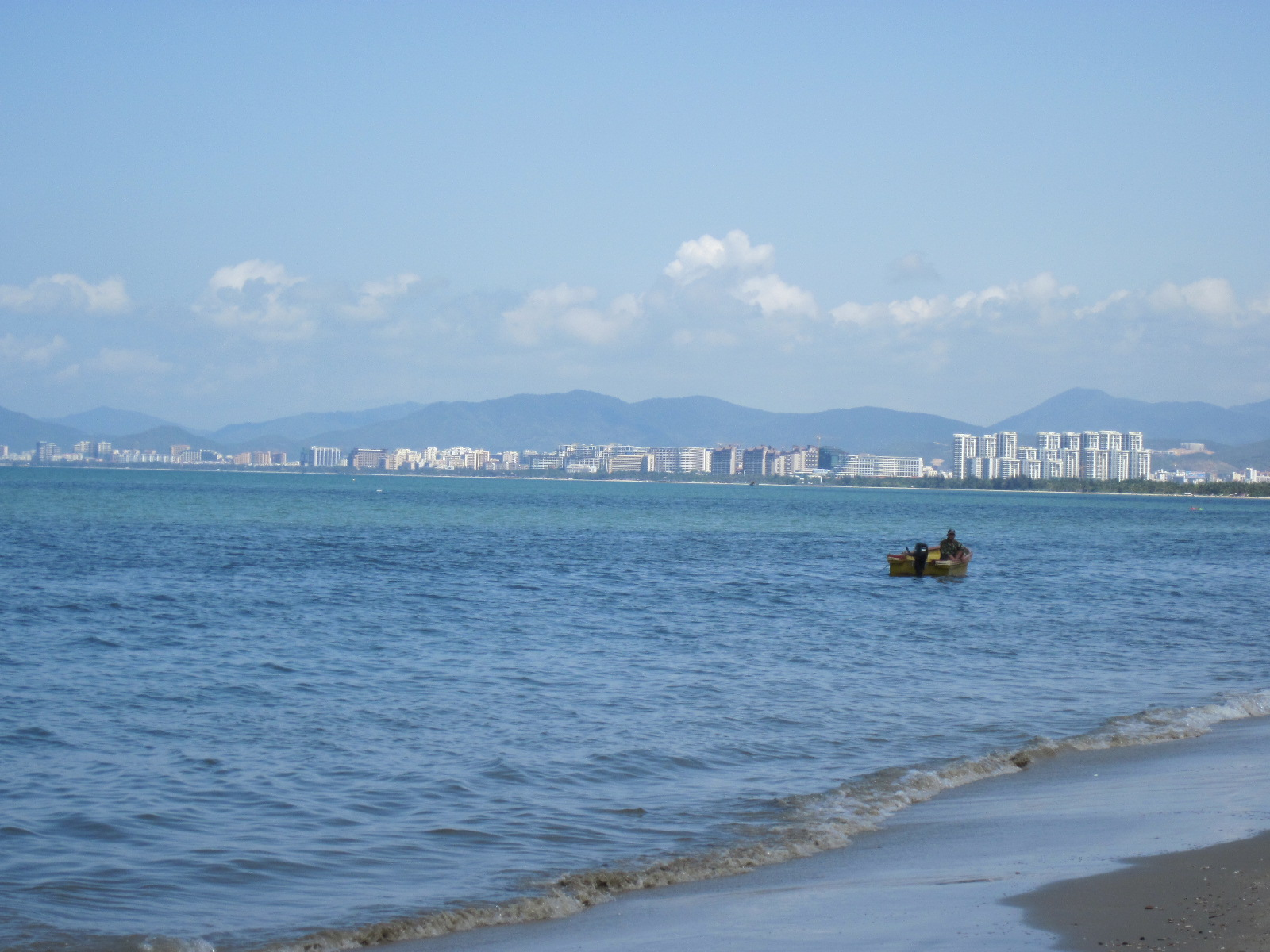
三亚湾
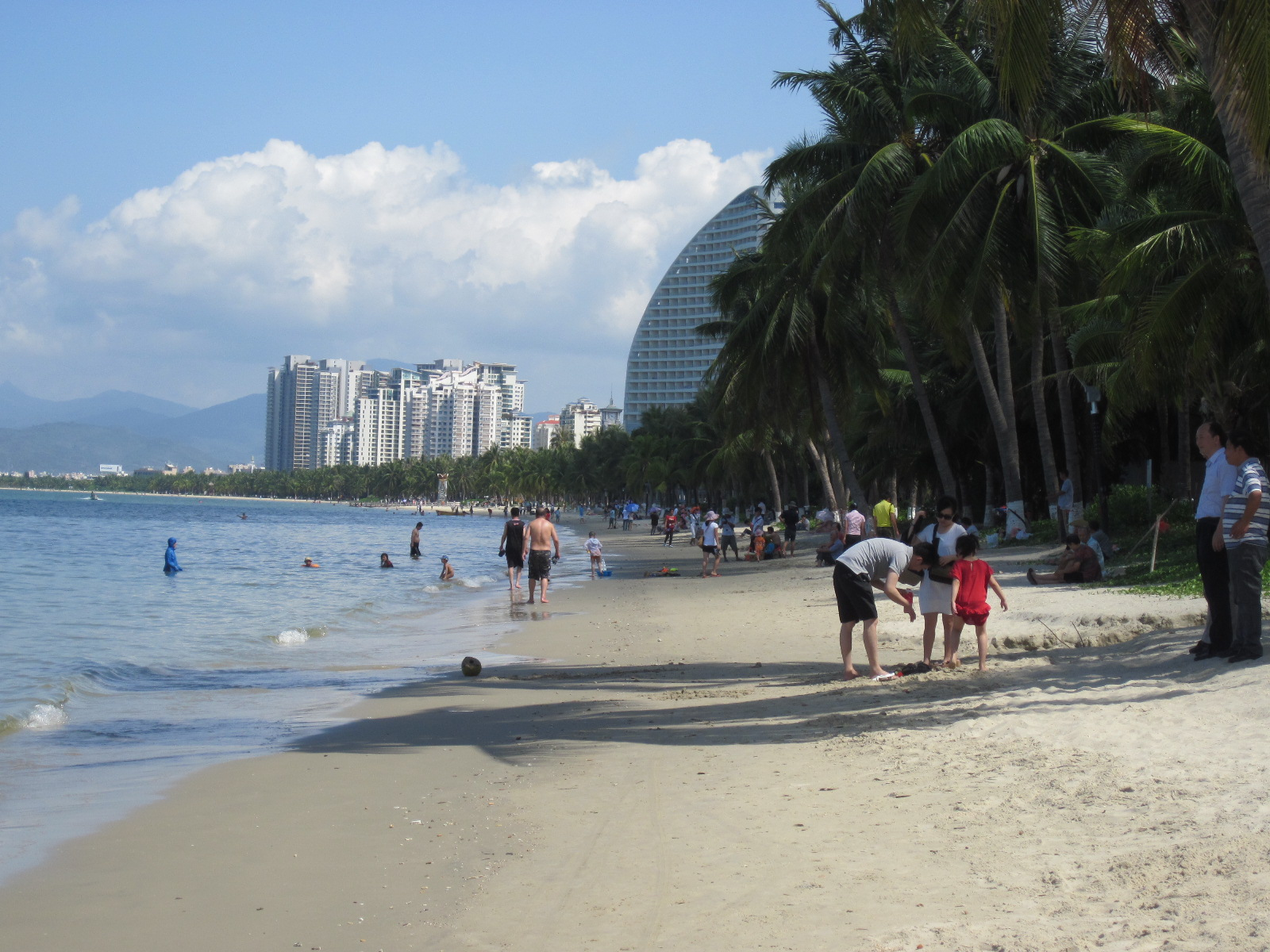
三亚湾
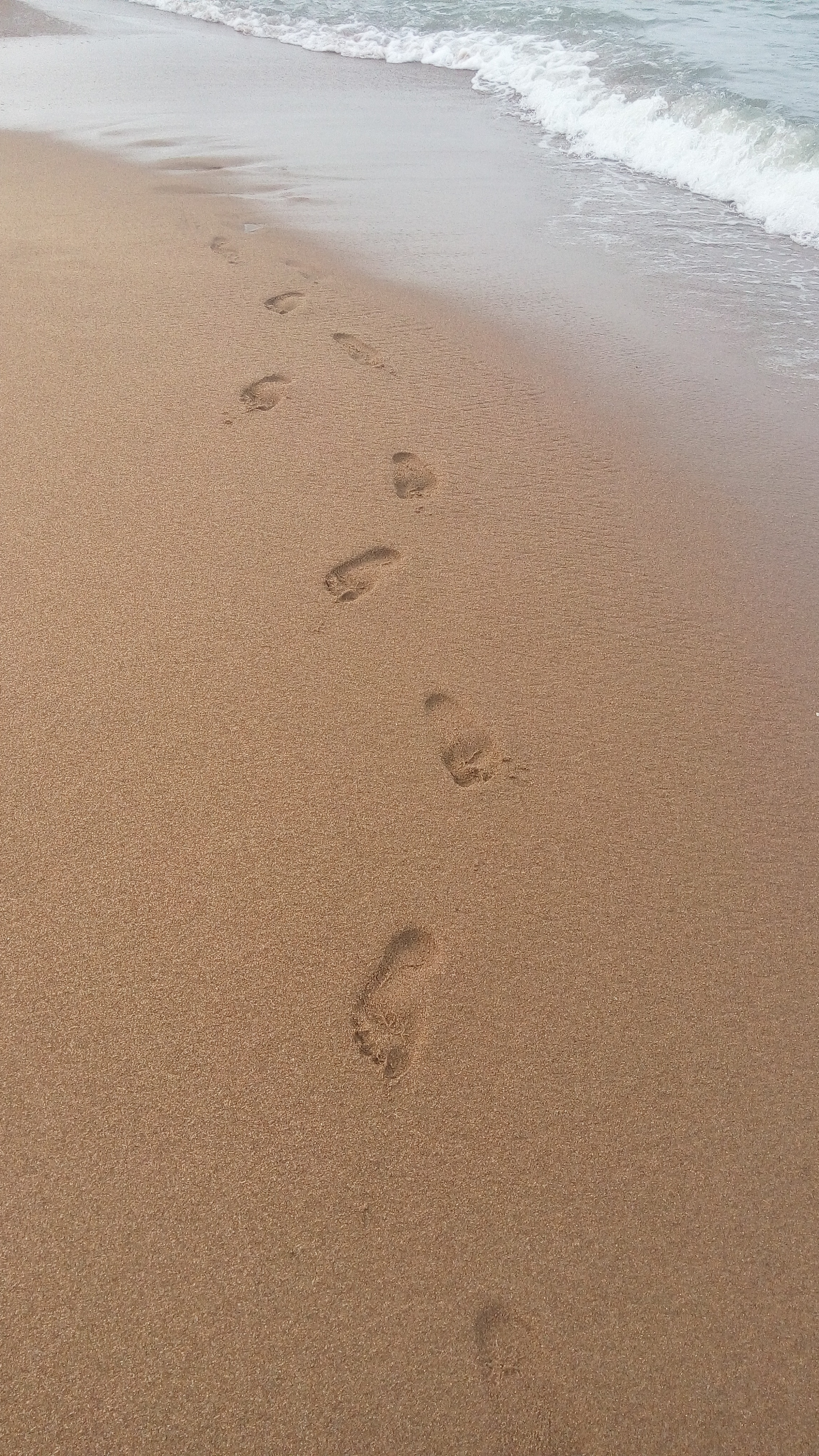
三亚湾沙滩
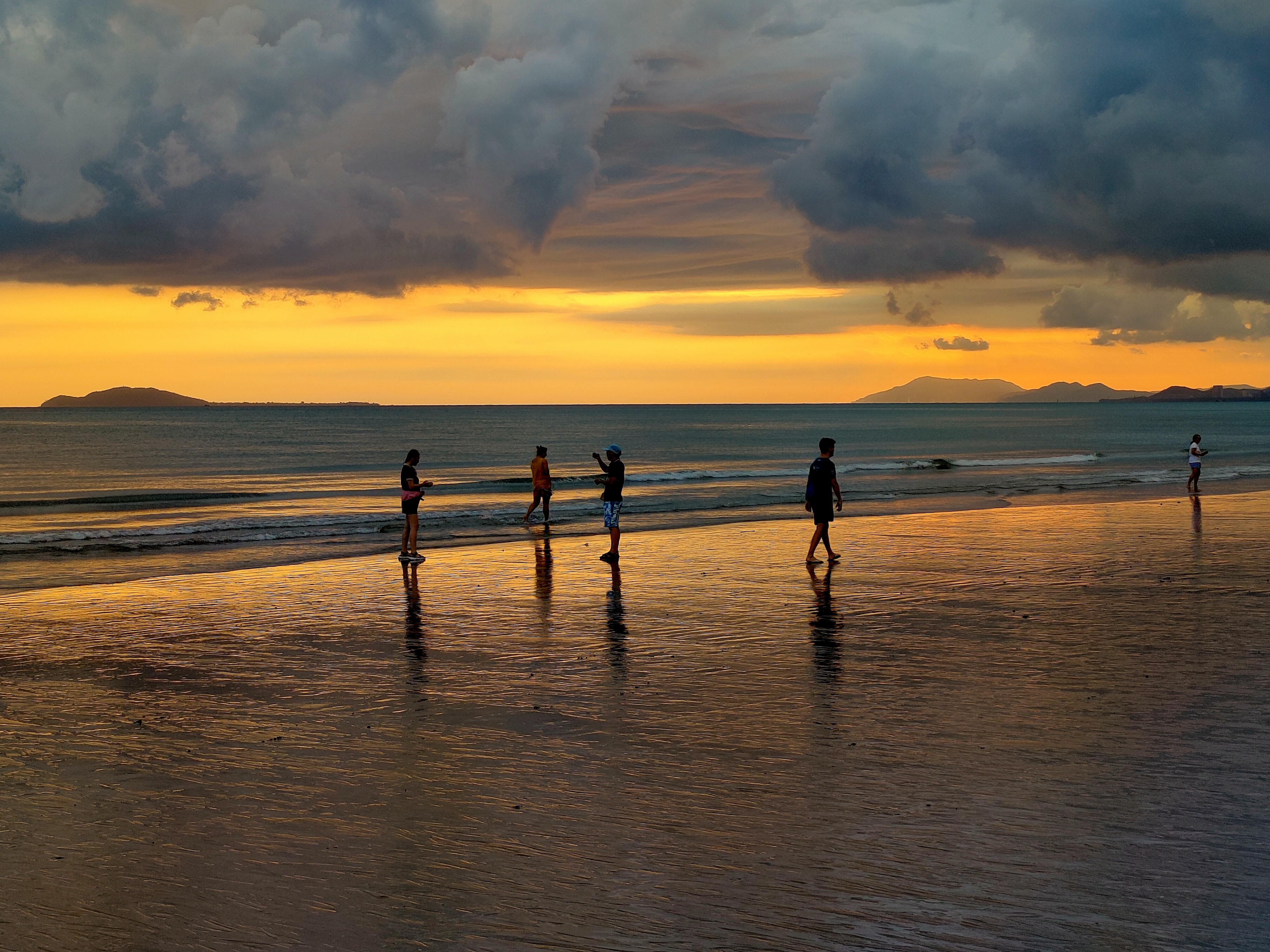
三亚湾日落
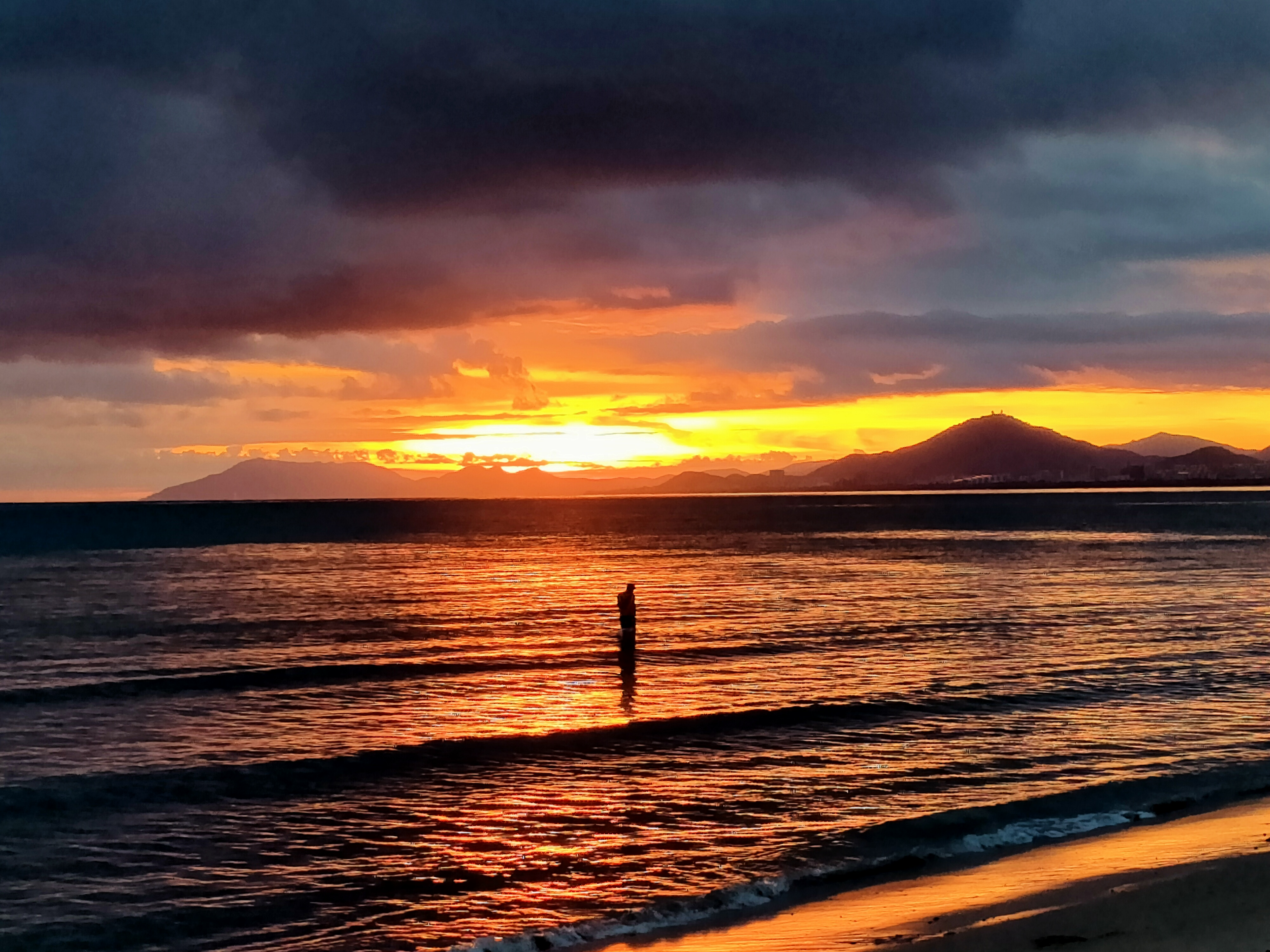
三亚湾日落
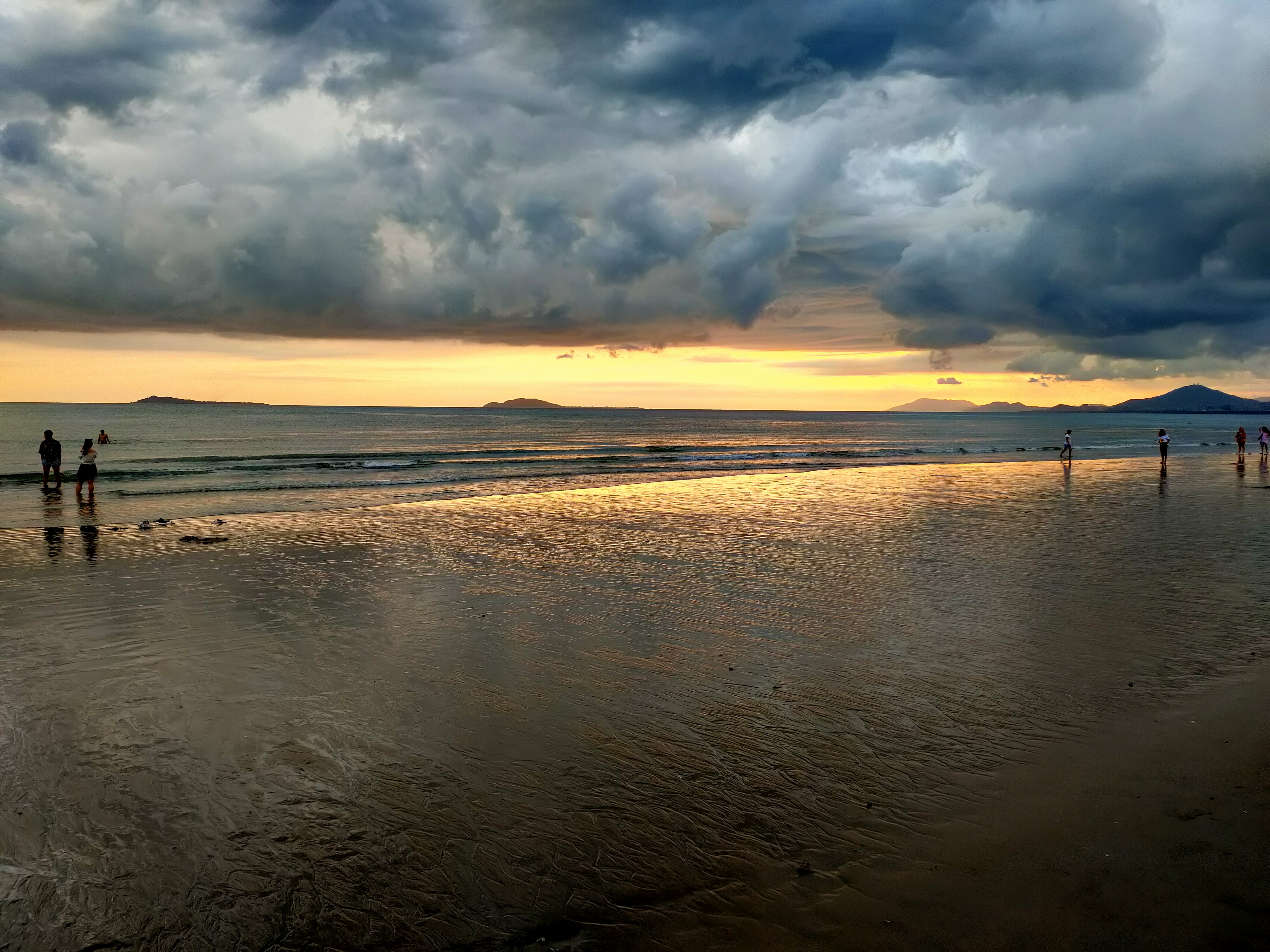
三亚湾日落